# Bill Jones' New Years Resolution
Bill Jones' New Years Resolution è un cortometraggio muto del 1908 diretto da Gilbert M. 'Broncho Billy' Anderson.

## Produzione
Il film fu prodotto dalla Essanay Film Manufacturing Company.

## Distribuzione
Il cortometraggio, che uscì nelle sale cinematografiche USA il 23 dicembre 1908, melle proiezioni, veniva programmato con il sistema dello split reel, accorpato in un'unica bobina con un altro cortometraggio di Anderson, la commedia Who Is Smoking That Rope?.